# 六家子镇 (朝阳县)
六家子镇，是中华人民共和国辽宁省朝阳市朝阳县下辖的一个乡镇级行政单位。

## 行政区划
六家子镇下辖以下地区：
六家子村、魏营子村、官粮窖村、农场村、东山村、百户营子村、缸岔村、老虎沟村、八家子村、下坎子村、西山村、龚杖子村和周杖子村。